# Salvatore Conzeddu
Salvatore Conzeddu (fl. XIX secolo) è stato un carabiniere italiano, insignito di medaglia d'oro al valor civile.